# Chavimochic

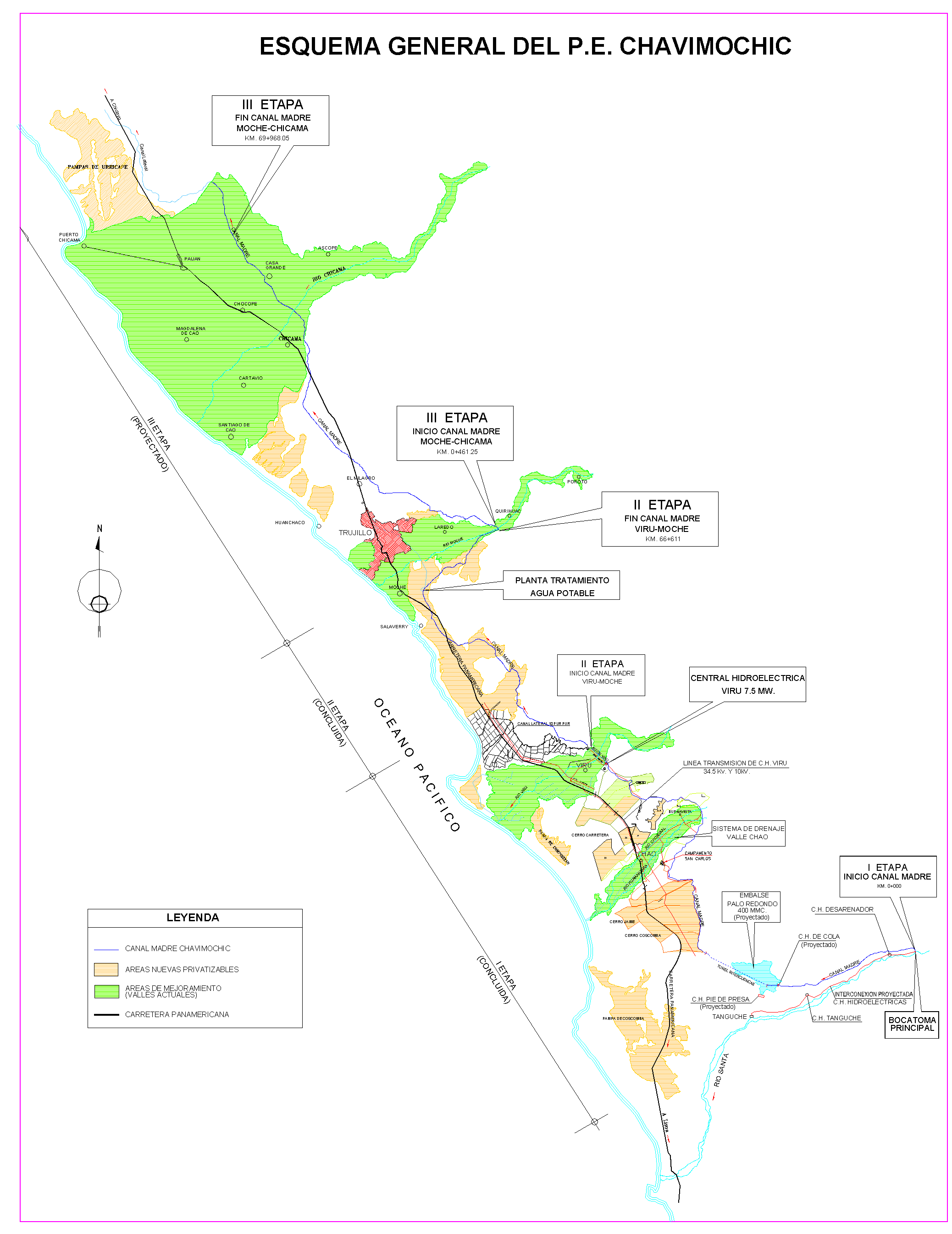
Proyecto Especial Chavimochic. Riego en la costa norte del Perú

El Proyecto Especial Chavimochic (Pech) es un sistema de irrigación que se extiende en gran parte de la costa de la Región La Libertad en la zona norte peruana. Fue iniciado en la década de 1960 por el Instituto Nacional de Desarrollo (INADE), dependencia del Gobierno central peruano. En el 2003 se efectuó la transferencia de su administración mismo al Gobierno Regional de La Libertad.
Se extiende en la parte baja de las cuencas de los ríos Santa, en el cual se ubica la bocatoma principal, Chao, Virú, Moche y Chicama. El objetivo del Proyecto Especial es el de garantizar el agua de riego en los perímetros de riego de las partes bajas de las cuencas mencionadas.
El área total irrigada beneficiada por el sistema es de 144 385 hectáreas, de las cuales 66 075 se han ganado al desierto en las zonas entre los valles. Además, garantiza el suministro de agua a 78 310 hectáreas de tierras de los valles que ya eran cultivados, pero que no tenían el agua garantizada todos los años.
Sin embargo, el Proyecto Especial Chavimochi entró en reestructuración en 2001 debido a una crisis hídrica que afecto a parte de la zona agrícola. Actualmente, este proyecto es un éxito consolidado, posicionando a Perú como el principal exportador mundial de ciertos productos hortícolas.
Fue posible gracias en parte a la iniciativa privada de diversas empresas que enfocaron el cultivo y la producción de diversos productos hortícolas según las necesidades de diversos mercados consumidores, preferentemente de Europa y América del Norte. 
Se cultivan diversos productos hortícolas siempre con estudios de mercado y con vista a la exportación que integra a mercados exteriores de productos tales como espárragos o alcachofas que se exportan principalmente por el aeropuerto Carlos Martínez de Pinillos de Trujillo.

## Etimología
Chavimochic es un acrónimo o siglo o sigloide conformado por las primeras sílabas o grafemas de los nombres de los cuatro valles que cruza el Canal Madre del proyecto, estos son: Chao, Virú, Moche y Chicama.  La terminación -mochic tiene un parecido con la voz muchik, autónimo de la lengua mochica para el pueblo homónimo, el cual en el Intermedio Tardío logró convertir a los valles del moderno Departamento de Lambayeque en un solo valle irrigado unido por canales, extendiendo su frontera agrícola (véase cultura Lambayeque).

## Propósitos
Su propósito es derivar las aguas  del río Santa, a través de un canal de 250 km,  hacia estos 4 valles y a sus respectivos intervalles, las cuales:
- Beneficia a las grandes agroindustrias de exportación de productos a mercados exteriores.

- Favorece a los pequeños agricultores de producción local.

- Abastece la gran demanda de agua potable a Trujillo.

- Brinda servicio de energía eléctrica a los nuevos centros poblados de Virú.

## La tercera etapa
Actualmente se está gestionando la construcción de la tercera y última etapa del P.E CHAVIMOCHIC que irrigará los terrenos del Valle Chicama, al norte de Trujillo. Esta etapa comprende habilitar los terrenos de cultivo más extensos y fértiles de la región La Libertad y por lo tanto demanda de una inversión de aproximadamente 825 millones de dólares americanos, que serán financiados por el Gobierno Regional y el sector privado. Su ejecución significará un gran paso para el desarrollo de la región La Libertad ya que afianzará la solidez económica que viene teniendo la región en la última década (Aguirre,2013).
El 18 de diciembre de 2013 el consorcio Río Santa-Chavimochic obtuvo el contrato para ejecutar las obras de la tercera etapa del proyecto de irrigación Chavimochic.
El 30 de junio de 2023 se firmó la adenda entre el gobierno Regional y el Ejecutivo para culminar las obras de la presa Palo Redondo.
En mayo último, Carlos Pagador Moya, gerente del Proyecto Especial Chavimochic explicó que la adenda implica no solo terminar con la Presa Palo Redondo, también construir el Canal Coscomba y la Tercera Línea del Sifón Virú.
De acuerdo al premier Alberto Otárola, presente en la firma de la adenda, con este hecho se marca un segundo hito, “porque el primero lo hicimos en mayo, cuando decidimos que culminar la presa Palo Redondo se haría a través de la modalidad de Gobierno a Gobierno”, declaró.
El 30 de abril de 2024 se suscribió el contrato de Estado a Estado con Canadá para el servicio de asistencia técnica de la Tercera Etapa del Proyecto Chavimochic. El iniciativa comprende con una inversión de 750 millones de dólares Con el contrato se espera culminar la presa Palo Redondo y construir la tercera línea del sifón. La fase II de la III etapa del Pech está a cargo del gobierno regional La Libertad encargado de reformulación, estructuración, promoción y ejecución del Canal Madre Moche-Chicama-Urricape y el Sistema de Automatización de la Infraestructura Mayor.

## Premios
Este proyecto de irrigación obtuvo en 1998 el prestigioso Premio Internacional Puente de Alcántara